# Andes lootensi
Andes lootensi är en insektsart som beskrevs av Synave 1959. Andes lootensi ingår i släktet Andes och familjen kilstritar. Inga underarter finns listade i Catalogue of Life.